# Rövarskär (ö i Kvarken)
Rövarskär är ett skär i Karleby kommun i landskapet Mellersta Österbotten i Finland, vid Kvarken. På skäret finns också en gästhamn Rövarskär gästbrygga. Det har funnits en hamn på Rövarskär troligen redan på 1700-talet när de har börjat flytta hamnfunktionerna bort från stadens centrum. Man har lagrat timmer och möjligtvis även tjära på ön.